# Cantón de Vaulx-en-Velin
El cantón de Vaulx-en-Velin (en francés canton de Vaulx-en-Velin) era una división administrativa francesa, que estaba situada en el departamento de Ródano, de la región de Ródano-Alpes.
El cantón se creó en 1982. En aplicación del artículo L3611-1 del código general de las colectividades territoriales francesas, el cantón de Vaulx-en-Velin fue suprimido el 1 de enero de 2015 y su comuna pasó a formar parte de la Metrópoli de Lyon.

## Composición
El cantón estaba formado por la comuna que le daba su nombre, Vaulx-en-Velin.